# Попо фон Тримберг
Попо фон Тримберг (на немски: Poppo von Trimberg; † сл. 1189) от франкската благородническа фамилия Тримберг, е господар на замък Тримберг при Елферсхаузен в Бавария.

## Произход
Той е син на Гозвин фон Тримберг († сл. 1151), който започва през 1135 г. да строи замък Тримберг. Брат е на Хайнрих († сл. 1189) и Гозвин фон Тримберг († сл. 1187). Дядо е на Попо III фон Тримберг, епископ на Вюрцбург (1267 – 1271).
Родът на господарите на Тримберг изчезва по мъжка линия през 1384 г.

## Деца
Попо фон Тримберг има децата:
- синове (* пр. 1182)
- Конрад I фон Тримберг († сл. 1230), господар на замък Тримберг, женен за Мехтилд фон Грумбах
- Бертхолд фон Тримберг (* пр. 1182)
- Манеголд фон Тримберг (* пр. 1182)
- Гозвин фон Тримберг († 28 юли сл. 1211)
- Попо фон Тримберг († 28 май 1214)
- Хайнрих фон Тримберг († сл. 1189)